# Rugby Americas North Sevens
El Rugby Americas North Sevens es un torneo masculino de selecciones de rugby 7 que se celebra en América desde 2004.
Es organizado por Rugby Americas North, el principal ente rector del deporte en la zona norte y centro de América.
Es clasificatorio al Challenger Series.

## Historia
El primer torneo se disputó en 2004 en las Islas Caiman siendo su primer campeón el seleccionado de Estados Unidos.

## Palmarés
| Edición | Año  | Campeón        | 2.º puesto        | 3.º puesto        | 4.º puesto        |
| ------- | ---- | -------------- | ----------------- | ----------------- | ----------------- |
| I       | 2004 | Estados Unidos | Bermudas          | Trinidad y Tobago | Jamaica           |
| II      | 2005 | Jamaica        | Trinidad y Tobago | Guyana            | México            |
| III     | 2006 | Guyana         | Jamaica           | Bermudas          | USA South         |
| IV      | 2007 | Guyana         | Jamaica           | Martinica         | Trinidad y Tobago |
| V       | 2008 | Estados Unidos | Canadá            | Guyana            | Bermudas          |
| VI      | 2009 | Guyana         | Trinidad y Tobago | Bahamas           | Martinica         |
| VII     | 2010 | Guyana         | Jamaica           | México            | Bahamas           |
| VIII    | 2011 | Guyana         | Islas Caimán      | México            | Jamaica           |
| IX      | 2012 | Canadá         | Estados Unidos    | México            | Jamaica           |
| X       | 2013 | Canadá         | Estados Unidos    | Trinidad y Tobago | Barbados          |
| XI      | 2014 | Guyana         | México            | Barbados          | Trinidad y Tobago |
| XII     | 2015 | Estados Unidos | Canadá            | México            | Islas Caimán      |
| XIII    | 2016 | Canadá         | Guyana            | Jamaica           | Trinidad y Tobago |
| XIV     | 2017 | Jamaica        | Guyana            | México            | Trinidad y Tobago |
| XV      | 2018 | Jamaica        | Guyana            | Bermudas          | México            |
| XVI     | 2019 | Canadá         | Jamaica           | México            | Bermudas          |
| XVII    | 2021 | Jamaica        | México            | Barbados          | Bermudas          |
| XVIII   | 2022 | Canadá         | Jamaica           | México            | Bermudas          |
| XIX     | 2022 | Jamaica        | México            | Bermudas          | Islas Caimán      |
| XX      | 2023 | Estados Unidos | Canadá            | México            | Jamaica           |
| XXI     | 2024 | Canadá         | Trinidad y Tobago | Jamaica           | México            |

## Posiciones
- Número de veces que las selecciones ocuparon las tres primeras posiciones en todas las ediciones.

| Selección         | Campeón | 2.º puesto | 3.º puesto |
| ----------------- | ------- | ---------- | ---------- |
| Guyana            | 6       | 3          | 2          |
| Canadá            | 6       | 3          |            |
| Jamaica           | 5       | 5          | 2          |
| Estados Unidos    | 4       | 2          |            |
| México            |         | 3          | 8          |
| Trinidad y Tobago |         | 3          | 2          |
| Bermudas          |         | 1          | 1          |
| Islas Caimán      |         | 1          |            |
| Barbados          |         |            | 2          |
| Martinica         |         |            | 1          |
| Bahamas           |         |            | 1          |

## Torneo de segunda división
- El torneo de segunda división se instauro en 2024 incorporando selecciones de desarrollo.

| Edición | Año  | Campeón       | 2.º puesto | 3.º puesto                   | 4.º puesto            |
| ------- | ---- | ------------- | ---------- | ---------------------------- | --------------------- |
| I       | 2024 | R. Dominicana | Curazao    | San Vicente y las Granadinas | Islas Turcas y Caicos |